# Cruis'n Velocity
Cruis'n Velocity és el quart videojoc de la saga Cruis'n. El videojoc està disponible per la Game Boy Advance i va ser llançat el 2001. És l'únic joc de la sèrie que no fou precedit per un llançament en arcade.

## Curses
En el videojoc hi ha un total de 14 curses.
- Las Vegas
- Holanda
- Alaska
- Mart